# Meeneemheftruck

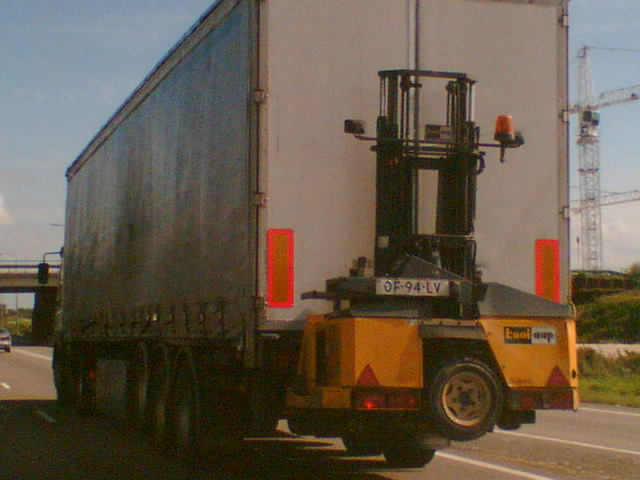
Meeneemheftruck achter een vrachtauto

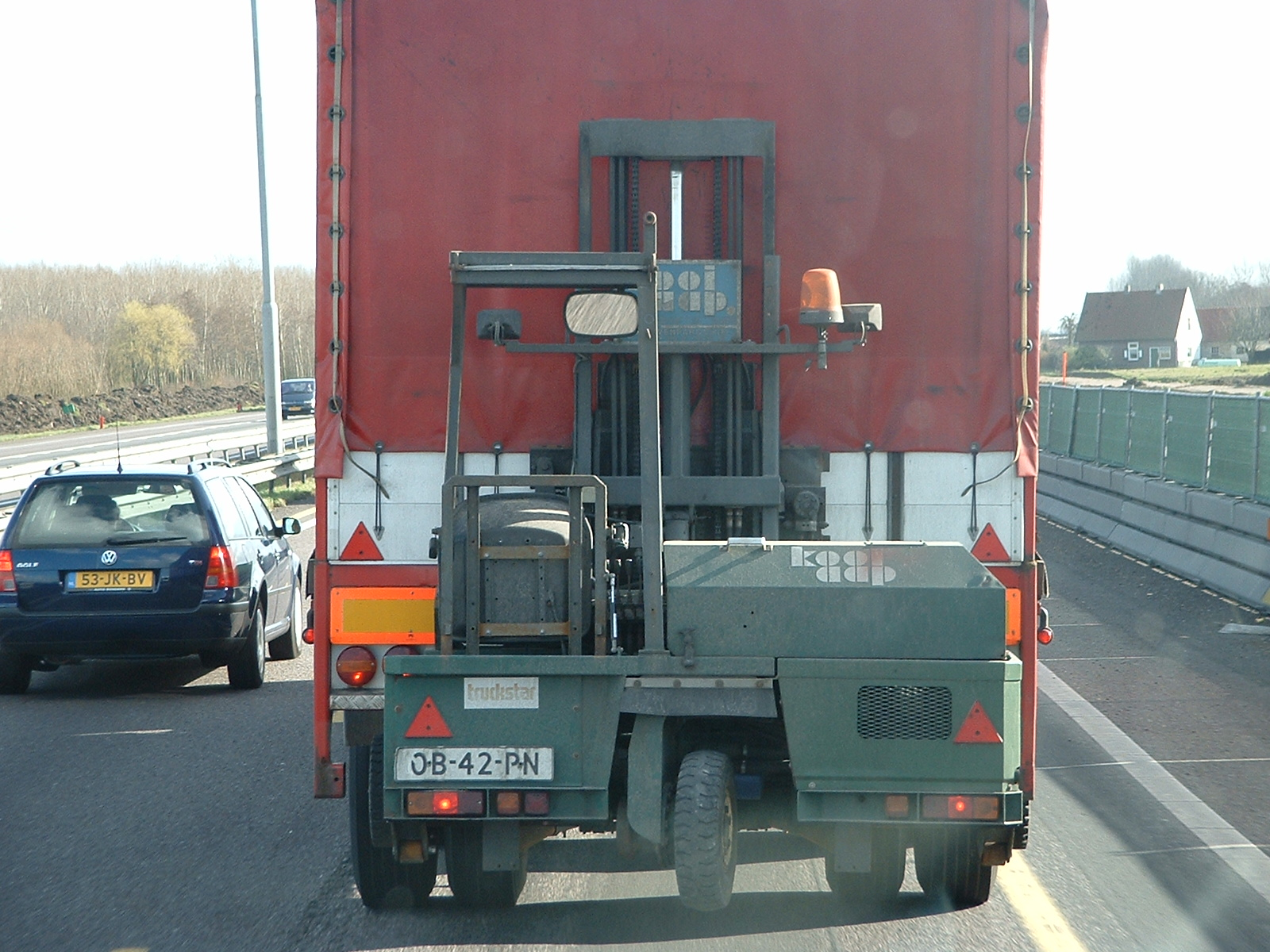
Meeneemheftruck

Een meeneemheftruck of kooiaap is een heftruck die achterop een vrachtwagen kan worden bevestigd. De vrachtwagen heeft zo zijn eigen heftruck bij zich om te laden en te lossen. 'Kooiaap' is een eponiem, naar de naam van de uitvinder van het apparaat, Hessel Kooi.
Door de vorken van de heftruck te schuiven in kokers die in de carrosserie van de vrachtwagen zijn aangebracht kan deze zichzelf achter de vrachtwagen omhoog brengen. De heftruck hangt dan achter de vrachtwagen.

## Geschiedenis
Kooi had een bedrijf voor het wassen van bloembollen in het Friese Oude Leije. Voor het laden en lossen op locatie had hij vaak een heftruck nodig, maar het kostte dikwijls te veel tijd om ter plaatse een heftruck te regelen. Daarom fabriceerde Kooi in de jaren 1970 de eerste 'kooiaap' voor eigen gebruik. Collega's uit de omgeving zagen deze heftruck en toonden interesse. Kooi bouwde in zijn schuur in Oude Leije enkele exemplaren voor hen.
Deze werkzaamheden leidden tot de oprichting van de Firma Kooi die later zou worden overgenomen door het Amerikaanse bedrijf Moffett dat zich vanaf 1986 ook uitvinder van het systeem zou noemen.